# Karl Weber (Politiker, 1972)
Karl Weber (* 9. Februar 1972) ist ein österreichischer Politiker (ÖVP) und Betriebswirt. Seit dem 22. Mai 2025 ist er Mitglied des österreichischen Bundesrates.

## Leben und Arbeit
Im Anschluss an seine Matura studierte Karl Weber von 1993 bis 2006 Betriebswirtschaft an der Wirtschaftsuniversität Wien. Berufsbegleitend absolvierte er von 2015 bis 2018 den FH-Studiengang Seilbahn Engineering & Management an der FH Dornbirn.
Von 1999 bis 2012 war Weber geschäftsführender Gesellschafter der Weber & Wallner GnbR und als solcher Mitbetreiber des Alpenbades Mitterbach und des Terzerhauses auf der Gemeindealpe Mitterbach.
Seit 2012 ist Karl Weber Geschäftsführer der Annaberger Liftbetriebs-Gesellschaft m.b.H., seit 2021 auch Geschäftsführer der Hochkar & Ötscher Tourismus GmbH.
Im Jahr 2024 wurde ihm der Berufstitel „Kommerzialrat“ verliehen.

## Politik
Von 2009 bis 2025 war Karl Weber Mitglied des Gemeinderates der Gemeinde Mitterbach am Erlaufsee, von 2011 bis 2025 war er stellvertretender Gemeindepartei-Obmann der ÖVP Mitterbach.
Seit 2025 ist er als Nachfolger von Sandra Böhmwalder Bezirksparteiobmann der ÖVP Lilienfeld und Mitglied des österreichischen Bundesrates.

## Ehrenamt
Weber ist seit den 1990er Jahren aktives Mitglied der Bergrettung Mitterbach, von 1997 bis 2020 war er Ausbildungsleiter der Ortsstelle. Von 2020 bis 2025 war er Landesleiter-Stellvertreter der Bergrettung Niederösterreich/Wien, seit 2025 ist er Landesleiter.
Seit 2013 ist Weber Rettungssanitäter beim Österreichischen Roten Kreuz, Ortsstelle Mariazellerland, seit 2024 zusätzlich Ortsstellenleiterin-Stellvertreter.